# Islamische Glaubensgemeinschaft in Österreich
Die Islamische Glaubensgemeinschaft in Österreich (IGGiÖ) ist als Körperschaft öffentlichen Rechts Vertretung und zuständig für die Verwaltung der religiösen Belange der in Österreich lebenden Muslime. Sie ist eine gesetzlich anerkannte Religionsgesellschaft im Sinne des Art. 15 Staatsgrundgesetz über die allgemeinen Rechte der Staatsbürger, RGBl. Nr. 142/1867 und wurde mit Art. I Islamgesetz, RGBl. Nr. 154/1912 gesetzlich anerkannt.
Neben der IGGÖ existieren weitere Islamische Organisationen in Österreich, die teilweise in ihrem Beirat vertreten sind. Mit der Islamischen Alevitischen Glaubensgemeinschaft (IAGÖ/ALEVI) wurde 2013 eine weitere Religionsgemeinschaft offiziell anerkannt.

## Organisation
Die IGGÖ hat als Exekutivorgan den Obersten Rat und als legislatives Organ den Schura-Rat.
Der Schura-Rat wird von den Kultusgemeinden der IGGÖ beschickt und wählt aus seiner Mitte die 15 Mitglieder des Obersten Rates, aus dessen Mitte wiederum der Präsident der IGGÖ gewählt wird. Das einzelne Mitglied kann den Schura-Rat, den Obersten Rat, den Mufti und den Präsidenten der IGGÖ nicht direkt wählen. Die Verfassung von 1985 (geändert 1988) wurde 1999/2000 reformiert, um einen IGGÖ-Beirat einzuführen, dem nach Ernennung durch den Schura-Rat die Vertreter verschiedener islamischer Vereine und Verbände in Österreich angehören können und der lediglich beratende Funktion hat. Weitere Verfassungsänderungen gab es 2015/2016, 2017, 2019 und 2020.
Die letzte Beschickung des Schura Rates durch die Kultusgemeinden, Moscheegemeinden und Fachvereinen fand 2018 statt. Er wählte im Dezember 2018 den Juristen Ümit Vural zum neuen Präsidenten der IGGÖ.

### Mitglieder und Wahlen
Laut Artikel 1 der Verfassung der IGGÖ gehören ihr alle Anhänger des Islams an, welche in der Republik Österreich ihren Aufenthalt haben (ca. 500.000). Wahlberechtigtes Mitglied ist jedoch nur, wer gemäß Artikel 16 und 45 älter als 14 Jahre ist, in das vom Gemeindeausschuss geführte Mitgliederverzeichnis (Registerblätter) mindestens sechs Monate eingetragen ist und den jährlichen Mitgliedsbeitrag von 43,60 Euro zahlt. Laut Artikel 20 finden alle sechs Jahre Wahlen der Gemeindeausschüsse statt, die in Folge in indirekter Wahl das oberste Gremium – den Schura-Rat –, dieser den Obersten Rat und dieser wiederum den Präsidenten der IGGÖ wählen.
Die letzte Wahl fand 2011 statt und war seit dem April 2007 überfällig. Im Rahmen der Wahlvorbereitung lief seit Juni 2010 eine Mitgliederregistrierung. Bis Anfang November 2010 haben sich mehr als 45.000 Muslime als Mitglieder registrieren lassen, wobei hier die Zahlen von Wien nicht enthalten sind.
Laut der Diplomarbeit von Farid Hafez, der Vertreter aller vier Religionsgemeinden der IGGÖ interviewt hat, haben an der Wahl 2001 insgesamt 5.500 Personen teilgenommen (in Vorarlberg/Tirol 1.200, in Oberösterreich/Salzburg 2.500, Steiermark/Kärnten 1.000 und in Wien/Niederösterreich/Burgenland 800).

## Geschichte
Die IGGÖ konstituierte sich 1979 als anerkannte Religionsgemeinschaft in Österreich aufgrund des Islamgesetzes von 1912, das auf dem „Anerkennungsgesetz“ von 1874 basiert, und das von der Islam-Verordnung von 1988 präzisiert wird.
Präsident der IGGÖ war Ibrahim Olgun von der Türkisch-islamische Union für kulturelle und soziale Zusammenarbeit in Österreich (Atib); seine Wahl führte zu Kontroversen. Olgun löste den gebürtigen Türken Fuat Sanaç als Präsident ab, der seit 2011 das Amt innehatte. Im November 2018 beschloss der Schurarat auf Antrag der beiden Vizepräsidenten vorgezogene Neuwahlen am 8. Dezember 2018. Ibrahim Olgun kündigte an, nicht mehr zu kandidieren. Vorausgegangen waren Konflikte rund um die Anzeige der Arabischen Kultusgemeinde durch Olgun beim Kultusamt, da diese nicht über die erforderlichen zehn Moscheen verfügte, um nach dem Islamgesetz 2015 als Kultusgemeinde anerkannt zu werden.
Nach dem Terroranschlag in Wien 2020 am 2. November wurde am 6. November die 2016 von der IGGÖ eingerichtete Tewhid-Moschee in Meidling geschlossen. Der Täter war in den Moscheen den Angaben der Behörden zufolge aktiv und dürfte sich dort auch radikalisiert haben. Der Tewhid-Moschee wurde im November 2020 die Rechtspersönlichkeit durch die IGGÖ entzogen, dagegen brachte die Tewhid-Moschee eine erfolgreiche Beschwerde ein. Zudem brachte die Tewhid-Moschee eine erfolgreiche Beschwerde gegen die Vereinsauflösung bei der Vereinspolizei ein. Die Vereinspolizei stellte fest, dass der Attentäter keine Funktion in der Moschee hatte und keine Beweise vorliegen, dass in der Moschee extremistische Aussagen getätigt wurden. Im Februar 2024 löste die IGGÖ die Tewhid-Moschee schließlich als offizielles Gebetshaus auf. Grund dafür war, dass die Moschee den Austausch ihres Imams und eine transparente Gemeindearbeit verweigerte.

### Imamekonferenzen
Ab dem Jahr 2003 hielt die IGGÖ mehrere Imamekonferenzen ab, bei denen eine große Anzahl von religiösen und politischen Themen diskutiert und bedeutende Erklärungen verabschiedet wurden. Bei der Konferenz 2003 in Graz wurde die Standortbestimmung von Muslimen in Europa thematisiert und eine eigene selbstständige Identität der europäischen Muslime hervorgehoben. Weiters wurden theologische Reflexionen zur Vereinbarkeit von Islam und Demokratie, Rechtsstaatlichkeit, Menschenrechten und Pluralismus angestellt und die Rolle von Imamen als Multiplikatoren diskutiert. Zudem wurde auf Grundlage der islamischen Disziplinen fiqh al aqaliat und fiqh al aulawiat an der Arbeit einer kanonischen rechtlichen Ordnung für Muslime in Europa begonnen. Zudem trennte man sich von der traditionellen Trennung der Welt in ein „Haus des Islam“ und ein „Haus des Krieges“ und distanzierte sich von Fanatismus. 2005 wurde diese Linie in der Imamekonferenz in Wien bestätigt und die Unabhängigkeit der IGGÖ betont. Bei der Imamekonferenz 2006 wurden notwendige Anstrengungen und Schwierigkeiten zur Akzeptanz von Muslimen in der Mehrheitsgesellschaft thematisiert. Dabei wurden einerseits extremistische Gewaltakte zurückgewiesen und andererseits gefordert dagegen Initiativen zu setzen. Weitere Themen waren die Gleichstellung von Männern und Frauen und die Unterscheidung zwischen Religion und Tradition. Ansätze einer islamischen Umweltethik wurden ebenso diskutiert, ein Thema, das mittlerweile im universitären Betrieb Eingang gefunden hat. Bei der Konferenz 2010 wurden schiitische Vertreter eingeladen und von Imamen gefordert sich mit den jeweiligen Landeskulturen vertraut zu machen. Als Ziel setzte sich die Konferenz eine aktive Beteiligung von Muslimen an der Entwicklung europäischer Gesellschaften zu fördern.

### Fachtagungen
2019 veranstaltete die IGGÖ eine Fachtagung zum Thema „Politischer Islam – Versuch einer Definition“. Ziel war es eine Definition sowie Einordnung des Begriffs „Politischer Islam“ zu finden bzw. vorzunehmen. Dabei waren Vertreter verschiedener wissenschaftlicher Disziplinen anwesend, die Themen wie politischer Katholizismus, den Kampf für Frauenrechte, Umweltschutz und Antirassismus ansprachen. Anschließend wurde ein Sammelband mit Beiträgen von unter anderem Ex-Vizekanzlers Erhard Busek (ÖVP) und den Islamwissenschaftlern John Esposito und Rüdiger Lohlker veröffentlicht. 2021 führte die IGGÖ eine Fachtagung zum Thema „Islamgesetz 2015 - Ein Best Practice Modell?“ durch. Dabei ging es um das 2015 beschlossene und 2021 novellierte Islamgesetz. Bei der Fachtagung anwesend waren Vertreter der verschiedenen Religionsgemeinschaften, etwa die Präsidentin der Israelitischen Kultusgemeinde Linz, Charlotte Herman sowie Juristen wie der Religionsrechtsexperte Stefan Schima und VfgH-Richter Johannes Schnizer. Bereits während der Begutachtungsfrist der 2021 beschlossenen Novellierung des Gesetzes hatten sich Teilnehmer ablehnend gegenüber ebenjener Novevellierung geäußert, darunter etwa der Kirchenrechtler von der Universität Wien, Andreas Kowatsch. 2024 wurde eine Fachtagung mit dem Titel „Imame in der modernen Gesellschaft“ durchgeführt. Dabei wurde in Anwesenheit des Großmufti von Bosnien-Herzegowina über eine Akademie für Imame diskutiert. Weiters diskutierten unter anderem Professoren aus Deutschland (Ömer Özsoy, Mahmoud Abdallah) in Anwesenheit des Militärbischofs über einzelne Aspekte dieser Ausbildung. 2025 wurde in Kooperation mit dem Institut für Islamische Theologie der Universität Osnabrück eine Veranstaltung zum „Fiqh im schulischen Kontext – Religiöse Mündigkeit zwischen Norm und Praxis“ abgehalten.

### Reform der IGGÖ-Verfassung
Präsident Schakfeh erklärte im Oktober 2006, dass eine Verfassungsreform der IGGÖ geplant sei, bereits ein Entwurf im Ministerium für Bildung, Wissenschaft und Kultur liege und auf die Bewilligung durch das Kultusamt (§ 2 Abs. 2 Islam-Verordnung) warte. Durch IGGÖ-Sprecherin Carla-Amina Baghajati wurde bisher folgendes über die Verfassungsreform bekannt:
- Zahl der Religionsgemeinden soll auf acht erhöht werden
- Stimmabgabe in jeder Moschee, die mit der IGGÖ assoziiert ist (bisher pro Religionsgemeinde nur in einem einzigen Lokal)
- neues Wahlrecht: Jede Moschee soll sich auf eine Wahlperson einigen, die diese in den Abstimmungen zu den beiden wichtigsten Institutionen der IGGÖ vertritt, u. a. das Budget erstellt und den Obersten Rat und den Präsidenten wählt

Der Entwurf der neuen Verfassung wurde im März 2008 vorgestellt, jedoch vom Bundesministerium an die Islamische Glaubensgemeinschaft zur Nachbesserung zurückgewiesen.
Nachdem die Amtszeit von Präsident Anas Schakfeh ausgelaufen war, hat er noch bis zu den Neuwahlen am 26. Juni 2011 provisorisch weiter amtiert. Im Juni 2009 wurde eine überarbeitete Verfassung vom Schurarat beschlossen. Im November 2009 wurde die neue Verfassung der Islamischen Glaubensgemeinschaft vom Kultusamt im Bildungsministerium genehmigt.

### Präsidenten der Glaubensgemeinschaft
- Ahmad Abdelrahimsai (1979–1999)
- Anas Schakfeh (1999–2011)
- Fuat Sanaç (2011–2016)
- Ibrahim Olgun (2016–2018)
- Ümit Vural (seit 2018, 2023 wiedergewählt)[1][34]

## Aufgaben
Zu ihren Aufgabenfeldern zählt die IGGÖ unter anderem die Errichtung und Verwaltung islamischer Friedhöfe, Service bei muslimischen Angelegenheiten wie Eheschließungen nach islamischem Ritus (unter Ausschluss von Mehrehen), Ausstellung von Bescheinigungen (bei Namensgebung, vor Antritt des Militärdienstes, im Todesfall usw.) oder Beaufsichtigungen von Schächtungen sowie die Organisation von Symposien und Imamekonferenzen, dem interreligiösen Dialog, Besuchs- und Sozialdienst in Spitälern und Haftanstalten, Islamunterricht an Schulen und der Ausbildung von Islamlehrern.

### Islamischer Schulunterricht
Islamischen Religionsunterricht an den Schulen gibt es seit dem Schuljahr 1982/1983. Im Jahr 2007 erteilten ca. 350 Islamlehrer rund 48.000 Schülern Religionsunterricht. 55 Prozent der muslimischen Schüler meldeten sich vom Unterricht ab. Der Religionsunterricht wird in Pflichtschulen und höheren Schulen als Pflichtfach angeboten. Es ist möglich, im Fach islamische Religion zu maturieren.
Im Januar 2009 gerieten die islamischen Religionslehrer öffentlich in die Kritik, nachdem der Religionspädagoge Mouhanad Khorchide in einer Studie zum Schluss kam, dass ein Teil der Islamlehrer Demokratie ablehnt, weil sie sich nicht mit dem Islam vereinbaren lasse. Allerdings wurde diese Studie vom Bildungsforscher Stefan Hopmann von der Universität Wien stark kritisiert: In ihr werden „in einer Art und Weise Aussagen über Einstellungen und Haltungen konstruiert, die wissenschaftlich unhaltbar sind“, meinte der Professor für Schul- und Bildungsforschung vom Institut für Bildungswissenschaft gegenüber der APA. Für Hopmann ist festzuhalten, „dass fast keine einzige in großen Lettern herausposaunte allgemeine Behauptung über Einstellungen und Haltungen islamischer Religionspädagogen auf Grundlage dieser Studie seriös nachgewiesen werden kann“, heißt es in einer Stellungnahme. Wer auf dieser Grundlage handeln wolle, „macht aus schlechter Wissenschaft schlechte Politik“.
Seit 2014 existiert eine eigens für den Islamischen Religionsunterricht konzipierte Schulbuchreiche namens Islamstunde. Die Schulbücher werden im österreichischen Schulbuchverlag Veritas herausgegeben und decken die Schulstufen der Volksschule und der Sekundarstufe 1 ab. Erstmals in der österreichischen Schulbuchlandschaft werden dabei Inhalte zu Judentum und Christentum von einem Rabbiner (Schlomo Hofmeister) bzw. christlichen Theologen (Susanne Heine, Martin Jäggle) erklärt.

### Aus- und Weiterbildung der Religionslehrer
Der staatlich anerkannte Ausbildung wurde 1998 als Islamische Religionspädagogische Akademie (IRPA) gegründet und wurde infolge der Neugestaltung des Hochschulwesens aufgrund des Bologna-Abkommens zu einem Privaten Studiengang im tertiären Sektor weiterentwickelt. Unterrichtssprache ist Deutsch. Die Bewerber des Studienganges müssen sich einem Aufnahmeverfahren unterziehen, in welchem sowohl ihre sprachlichen Fähigkeiten als auch pädagogische Begabungen festgestellt werden. Das daneben bestehende Islamische Religionspädagogische Institut (IRPI) war für die Fortbildung der islamischen Religionslehrer zuständig, die jährlich zu mindestens 24 Stunden Schulung verpflichtet sind.
Mit dem Inkrafttreten des Hochschulgesetzes 2005 wurden die Pädagogischen Akademien und Pädagogischen Institute in die neu gegründeten Pädagogischen Hochschulen eingegliedert. Die Ausbildung der islamischen Religionslehrer erfolgte dann in der Form des privaten Studienganges für das Lehramt für Islamische Religion an Pflichtschulen in Wien. Dabei handelte es sich um ein nach dem Hochschulgesetz 2005 anerkanntes Bachelorstudium, das mit dem akademischen Grad Bachelor of education abgeschlossen wurde. Studierende sollten eine wissenschaftlich fundierte und praxisorientierte Lehrerausbildung auf Hochschulniveau, sowie islamisch-theologisches Wissen, pädagogisches und didaktisches Fachwissen und Informationen zum Schulrecht erhalten. Leiterin war die Theologin und Religionspädagogin Amena Shakir.
Außerhalb des regulären Studiums finden im monatlichen Rhythmus öffentliche Vortragsveranstaltungen statt, etwa vom Dekan der katholisch-theologischen Fakultät, Martin Jäggle, wie etwa auch vom Musiker und Künstler André Stern, aber auch dem US-Botschafter William Eacho. Seit dem Wintersemester 2007/2008 haben Absolventen die Möglichkeit, an der Universität Wien ein Masterstudium "Islamische Religionspädagogik" zum Religionslehrer für höhere Schulen zu absolvieren.
Auf Initiative der damaligen Leitung wurde 2016 die Aus- und Weiterbildung der islamischen Religionslehrer in die Kirchliche Pädagogische Hochschule Wien/Krems eingegliedert.

## Finanzierung
Die IGGÖ wird für die Verwaltung des Religionsunterrichtes an den österreichischen Schulen mit Geldmitteln durch die öffentliche Hand finanziert. Die Gehälter von Islamlehrern, Schulfachinspektoren und Dozenten an IRPA und IRPI bezahlt der Bund. Die Finanzierung des Islamischen Friedhofs Wien in Höhe von rund 1,4 Mio. Euro wird fast ausschließlich von Großspendern getragen, darunter des OPEC-Fonds und die Botschaft von Katar. Von der Möglichkeit zur eigenen Steuererhebung macht die IGGÖ nicht Gebrauch. Sie erhebt jedoch einen jährlichen Mitgliedsbeitrag von 43,60 Euro.
Moscheen und Gebetsräume werden nicht von der IGGÖ finanziert, sondern durch Beiträge und Spenden der jeweiligen Vereine.

## Positionen

### Islamische Strömungen
Es wurde kritisiert, dass die IGGÖ ihrem ursprünglichen gesetzlichen Auftrag – der offiziellen Vertretung aller in Österreich lebenden Muslime – nicht ausreichend nachkam, denn einige islamische Richtungen wie Ahmadiyya, Aleviten und Schiiten fühlten sich durch die Glaubensgemeinschaft nicht oder nur unzureichend repräsentiert. Die Aleviten haben seit Ende 2010 eine eigene staatlich eingetragene Bekenntnisgemeinschaft, die 2013 als Alevitische Glaubensgemeinschaft in Österreich gesetzlich anerkannt wurde.

### Islam und Demokratie
Im Herbst 2008 erschien in einem Handbuch des politischen Islam eine Kritik junger säkularer Muslimas an führenden Funktionsträgern der Glaubensgemeinschaft, insbesondere an Amir Zaidan, Adnan Ibrahim und El-Sayed El-Shahed, denen eine inhaltliche Nähe zu demokratiefeindlichen Positionen vorgeworfen wurde.
Weiters wurde die IGGÖ dafür kritisiert, radikale Kräfte in Österreich zu unterstützen. Unter anderem unterstütze sie einen Prediger, der in einer Moschee in Wien-Leopoldstadt im August 2014 zum Jihad aufgerufen hatte. Die IGGÖ hatte den Prediger 2006 noch verteidigt. Der Präsident des IGGÖ bezeichnete wenige Wochen nach diesem Vorfall den Einfluss auf radikale Muslime als „begrenzt“.

### Israel und Antisemitismus
Der ehemalige Präsident des IGGÖ, Anas Schakfeh, nannte 2009 das Ziel der Hamas, Israel von der Landkarte zu tilgen, eine „Utopie“ und behauptete, man kenne keinen Antisemitismus im Nahen Osten. Die IGGÖ unterstützte 2014 offiziell eine Demonstration für Frieden in Gaza, die sich gegen die israelische Politik richtete.
2019 bezeichnete Ümit Vural, Präsident der IGGÖ, Antisemitismus als "Geschwür" und forderte einen umfassenden Ausgleich der Interessen von Israelis und Palästinensern, um im Heiligen Land zu wahrem Frieden zu kommen.
2023 besuchte die IGGÖ geinsam mit der Israelitischen Kultusgemeinde Wien und dem Wiener Gemeinderabbiner Schlomo Hofmeister das ehemalige Konzentrationslager Auschwitz-Birkenau. Anschließend gedachte die IGGÖ den Opfern des Holocaust und veröffentlichte eine Materialsammlung für islamische Religionslehrer und den Unterricht.
2025 nahm die IGGÖ anlässlich des 80. Jahrestags zum Ende des Zweiten Weltkrieges auf Einladung des Mauthausen Komitees Österreich an einer Gedenkveranstaltung teil.

### Deklaration gegen Extremismus und Terror
2017 unterzeichneten die rund 300 Imame der IGGÖ eine „Deklaration gegen Extremismus, Gewalt und Terror“. In ihr verurteilten die Geistlichen alle Anschläge weltweit und riefen zur Integration von Muslimen auf und appellierten an Muslime, einen Beitrag zum friedlichen Zusammenleben in Österreich zu leisten. Gleichzeitig warnten sie vor einer pauschalisierten Stigmatisierung der muslimischen Bevölkerung und antimuslimischem Rassismus in Österreich.

## Kritik

### Verhältnis zur Türkei
Die große Nähe der IGGÖ zur türkischen Regierung wird regelmäßig kritisiert. Der Professor für islamische Religionspädagogik Ednan Aslan bezeichnet die IGGÖ sogar als "außenpolitische Organisation der Türkei".
Die personelle Dominanz des Vereins ATIB, der als "der österreichische Arm des Amtes für Religiöse Angelegenheiten der türkischen Regierung" gilt, wird kritisiert. Diese werde auch in der Person des Präsidenten Olgun, der Mitglied des Vereins ist, in der AKP groß geworden und zur „Generation Erdoğan“ zu zählen sei, sichtbar. Olgun hat auch nach Kritik aus der Türkei bereits mehrmals offizielle Positionen der IGGÖ geändert: Die Evolutionstheorie akzeptierte er in einem Interview zunächst und lehnte sie nach türkischer Kritik ab, auch seine Gülen-freundliche Haltung revidierte er auf türkischen Zuruf. Nach Meinung IGGÖ-interner Kritiker geht diese personelle Verflechtung jedoch weit über die Person des Präsidenten hinaus und wird kontinuierlich ausgebaut. So meinte IGGÖ-Vizepräsident Abdi Tasdögen aus Anlass von Postenbesetzungen für den Hochschul-Studiengang für das Lehramt für Islamische Religion, dass "die IGGiÖ eine staatliche Einrichtung Österreichs und kein Zweigeinrichtung des Herrn Botschaftsrats [der Türkei]" sein solle.
Auch die im November 2018 überraschend ausgerufenen Neuwahlen wurden als Machtkampf zwischen dem aufgrund der großen Türkei-Nähe umstrittenen Dachverband Atib und der türkisch-nationalistischen Millî Görüş Bewegung interpretiert.

### Islamismus im Schulunterricht
Die Recherche-Plattform Addendum hat den durch die IGGÖ organisierten Islamunterricht an österreichischen Schulen untersucht. Dabei wurden vielfache Behauptungen für die politisch-islamische Ideologie behauptet, die nicht belegt werden konnten, da sich die Autoren nur selektiv mit dem Buch beschäftigt haben.
Das im Islamunterricht verwendete Buch "Islamstunde" (herausgegeben von Amena Shakir) wird vom Verlag Veritas im Auftrag der IGGÖ herausgegeben. Da Religionsbücher im Gegensatz zu allen anderen Schulbüchern nicht staatlich genehmigt werden, bestimmt die IGGÖ allein Inhalt, Form und Ausrichtung der Lehrmaterialien. Ein vom Verlag Veritas beim Religionspädagogen Ednan Aslan in Auftrag gegebenes Gutachten beurteilte das Schulbuch sehr negativ. So kritisiert Aslan die Reduktion des Moslem-Seins auf "das Kopftuch und politisch-muslimische Persönlichkeiten" genauso wie die theologisch unhaltbare Arabisierung der islamischen Religion als Hindernisse für einen Islam europäischer Prägung. Die Kritik Aslan an der Islamstunde wurde sowohl vom Präsidenten der Glaubensgemeinschaft, Fuat Sanac, als auch von der Wiener Professorin Susanne Heine scharf zurückgewiesen, sie sei unhaltbar. Heine hat wie der katholische Religionspädagoge Martin Jäggle, der Innsbrucker Erziehungswissenschaftler Peter Stöger und der Wiener Unterrichtswissenschaftler Karl Klement der Islamstunde ein sehr gutes Zeugnis ausgestellt. Auch der Osnabrücker Religionspädagoge Ballnus lobte die Arbeit der Islamstunde.

### Diskriminierung einer Lehrerin ohne Kopftuch
In erster Instanz wurde bestätigt, dass die IGGÖ eine Islamlehrerin diskriminierte, die sich entschlossen hatte ihr Kopftuch abzulegen. Vor Gericht sagte ihr damaliger Fachinspektor der IGGÖ aus „im Unterricht kein Kopftuch zu tragen sei für eine islamische Religionslehrerin nicht angemessen“.